# Saint-Aignan-de-Cramesnil
Saint-Aignan-de-Cramesnil är en kommun i departementet Calvados i regionen Normandie i norra Frankrike. Kommunen ligger i kantonen Bourguébus som ligger i arrondissementet Caen. År 2018 hade Saint-Aignan-de-Cramesnil 632 invånare.

## Befolkningsutveckling
Antalet invånare i kommunen Saint-Aignan-de-Cramesnil
Referens:INSEE